# Chapelle Notre-Dame de Forêt
Pour les articles homonymes, voir Chapelle Notre-Dame.
La chapelle Notre-Dame de Forêt est un édifice religieux catholique situé près du hameau de Taverneux faisant partie de la commune de Houffalize en province de Luxembourg (Belgique). La chapelle est classée au patrimoine immobilier de Wallonie.

## Situation
La chapelle est bâtie au nord du hameau ardennais de Taverneux, le long de la rue en direction de Sommerain. Elle se trouve à l'orée du bois appelé localement Forêt qui a donné son nom à la chapelle. L'édifice se trouve à une altitude de 428 mètres.

## Historique
La chapelle actuelle remplace une premier édifice cité à cet endroit au XVIIe siècle. Elle est construite en 1755 pour le frère Fules Bechoux, religieux au prieuré de Houffalize et curé de Taverneux, et la famille de Léonard de Hayme, coseigneur de Houffalize, d'après les plans de l'architecte liégeois Digneffe. Le porche reposant sur quatre colonnes est réalisé quatre années plus tard, en 1759. La chapelle est le terme d'un pèlerinage. Les grilles d'entrée datent de 1879. Une restauration de 1993 a principalement été opérée au niveau des ardoises.

## Description

### La chapelle
Bâtie sur un plan hexagonal d'environ 3 mètres de côté, cet édifice est réalisé en moellons schisteux enduits de couleur blanche avec un bardage de petites ardoises pour les trois quarts supérieurs de chaque façade. La date de 1755 est gravée au claveau de la porte d'entrée cintrée. Les baies à vitraux possèdent des linteaux bombés. La haute toiture hexagonale de la chapelle est constituée d'ardoises lui donnant un volume bombé se terminant au centre par un clocheton hexagonal lui-même surmonté d'une croix en fer forgé.

### Le porche à colonnes
Ce porche original de plan carré placé contre la façade avant de la chapelle (côté occidental) est soutenu par quatre colonnes toscanes en pierre calcaire reliée entre elles sur trois côtés par des grilles en fer forgé. L'élégante toiture octogonale en ardoises est surmontée en son centre par un clocheton octogonal supportant une aigrette de fer forgé au monogramme de la Vierge Marie.

## Classement
La chapelle Notre-Dame de Forêt et l'ensemble formé par cette chapelle et les terrains environnants sont classés depuis le 16 octobre 1975 et repris sur la liste du patrimoine immobilier classé de Houffalize.